# Оперативное командование
Оперативное командование — одна из организационных форм управления войсковыми соединениями в оперативном масштабе. Постоянная или временная инстанция командной иерархии, объединённая с войсковой группировкой для действий на определённом операционном направлении.
Как правило, оперативное командование состоит из соединений и частей одного или нескольких видов вооружённых сил, которое усиливается подразделениями (частями) родов войск и специальных войск. При этом межвидовые и некоторые внутривидовые командования (например, авиационные) по сути приобретают статус оперативных объединений.

## Примеры
В российских сухопутных войсках оперативное командование аналогично общевойсковой армии, также содержит общевойсковые бригады, дивизии и части тыла. Командующий оперативным командование — генерал-лейтенант. В связи с переходом на новый облик в ВС России принято решение отказаться от четырёхзвенной системы управления «военный округ» — «армия» — «дивизия» — «полк» и перейти к трёхзвенной «военный округ» — «оперативное командование» — «бригада».

Во французских вооружённых силах оперативное командование (фр. le Commandement de la force d'action terrestre) сосредотачивает управление основных боевых соединений и частей сухопутных войск. В его состав входит штаб командования, четыре штаба дивизионного звена, не имеющие войск в своём непосредственном подчинении, и боевые соединения, с помощью которых формируются войсковые группировки по модульному принципу.